# Винокур Ярослав Юрійович
Ярослав Юрійович Винокур (6 червня 1974) — український спортсмен-більярдист, абсолютний чемпіон світу з російського більярда. Народився і мешкає у місті Одеса, є майстром спорту міжнародного класу, має звання заслуженого майстра спорту України.
Найвищі спортивні досягнення:
- Абсолютний чемпіон світу 2003 р. (Санкт-Петербург, Росія)
- Срібний призер Чемпіонату світу 2001 р. (Вільнюс, Литва)
- Срібний призер Чемпіонату Європи 2002 р. (Мінськ, Білорусь)
- Чемпіон України 2003, 2004 рр.
- Чемпіон Євразії 2003 р. (Караганда, Казахстан)
- Чемпіон відкритого Кубка Азії 2002 р. (Алмати, Казахстан)
- Чемпіон світу з вільної піраміди 2011 року (Київ, Україна)

За перемогу у Чемпіонаті Євразії отримав золоту медаль з діамантами.
Почав займатися російським більярдом у 14 років, а з 1995 р. почав грати професійно.
Крім російського більярда грав також у пул, але небагато, найвище досягнення — 25 місце на чемпіонаті Європи.
Ярослав також є співвласником більярдного клуба «Один» в Одесі, який є найбільшим за площею в Україні (1.500 м²) і має столи для російського більярда, пула та снукеру.